# Arrondissement Libourne
Arrondissement Libourne je francouzský arrondissement ležící v departementu Gironde v regionu Akvitánie. Člení se dále na 9 kantonů a 129 obcí.

## Kantony
- Branne
- Castillon-la-Bataille
- Coutras
- Fronsac
- Guîtres
- Libourne
- Lussac
- Pujols
- Sainte-Foy-la-Grande